# Junior Guelpa
Junior Guelpa, född 21 september 1987, är en fransk travtränare och travkusk. Han är mest känd som tränare och kusk till Bahia Quesnot.

## Karriär
Guelpa föddes in i travsporten via fadern Stéphane som också är tränare. Guelpa tog sin första seger i karriären den 29 oktober 2003 på Hippodrome d'Enghien-Soisy med Jenko d'Urzy.
Guelpa har tillsammans med Bahia Quesnot segrat i flera storlopp i Europa. De har tillsammans deltagit i 2019 års upplaga och 2021 års upplaga av Elitloppet.
Guelpa uppmärksammades i juli 2020 då han tacklade till kusken Christophe Martens i ett lopp, efter att själv ha blivit utträngd och störd till galopp. Efter incidenten fick Guelpa två månaders avstängning. Guelpa uppmärksammades på nytt i mars 2022 då dopinghärvan inom europeisk trav- och galoppsport nystades upp. Guelpa var en av 23 personer som greps av polis, sedan olagliga substanser hittats.